# بانوی باردار
بانوی باردار (به انگلیسی: Miss Conception) با عنوان اصلی خرید قرض دزدی (به انگلیسی: Buy Borrow Steal) فیلمی محصول سال ۲۰۰۸ و به کارگردانی اریک استایلز است. در این فیلم بازیگرانی همچون هدر گراهام، میا کرشنر و تام الیس ایفای نقش کرده‌اند.